# 거창 심소정
거창 심소정(居昌 心穌亭)은 대한민국 경상남도 거창군 남하면 양항리에 있는 정자이다.
1983년 7월 20일 경상남도의 문화재자료 제58호 심소정으로 지정되었다가, 2018년 12월 20일 현재의 명칭으로 변경되었다.

## 개요
심소정은 조선 세종 때 단성현감을 지낸 윤자선이 1450년 하향하여 이곳에 정자를 건립하고 산수를 즐기며 강학하던 곳이다. 건물은 정면 4칸, 측면 2칸으로 전면에 툇마루를 두고 좌측 2칸은 대청, 우측 2칸은 방으로 구성되어 있고, 계자난간이 있는 누마루 형식으로 되어있다. 전체적으로 정자의 규모와 내외부의 공간구성이 주변의 자연경관에 잘 조화된 목조와가 건물이다.
또한 이곳은 1919년 지방 유림들이 이 곳에 모여 "파리장서거사"를 의논한 곳이며, 현 거창 초등학교의 전신인 창남의숙을 세워 교육하던 곳이다. 건물 옆에는 윤공의 유허비가 있으며 파평 윤씨의 자손과 외손, 전주 이씨, 밀양 박씨 문중에서 수계하여 관리를 하고 있다.

## 같이 보기
- 파리 장서사건

## 참고 문헌
- 거창 심소정 - 국가유산청 국가유산포털